# Syndicat des enseignants (New York)
Cet article concerne le syndicat new-yorkais. Pour le syndicat français, voir Syndicat des enseignants-UNSA.
Le syndicat des enseignants (Teachers Union, abrégé TU), créé en 1916 et dissout en 1964, est le premier syndicat des enseignants de New York. Il est initialement créé comme section locale de la Fédération américaine des enseignants (local AFT 5), qui compte de nombreux membres du Parti communiste américain (CPUSA),,,,.

## Histoire

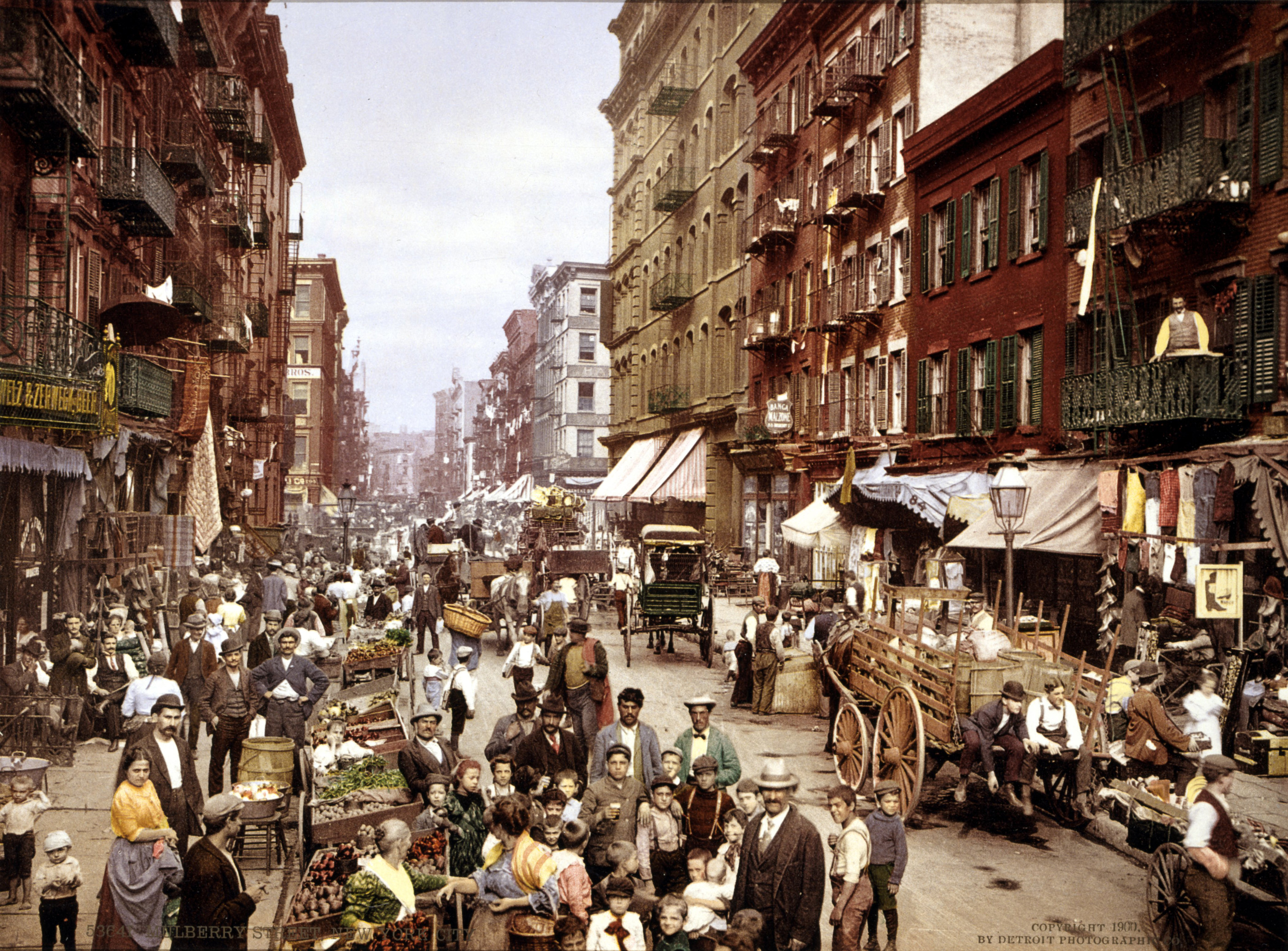
Mulberry Street, dans le Lower East Side de New York en 1900, peu de temps avant la création de la TU.

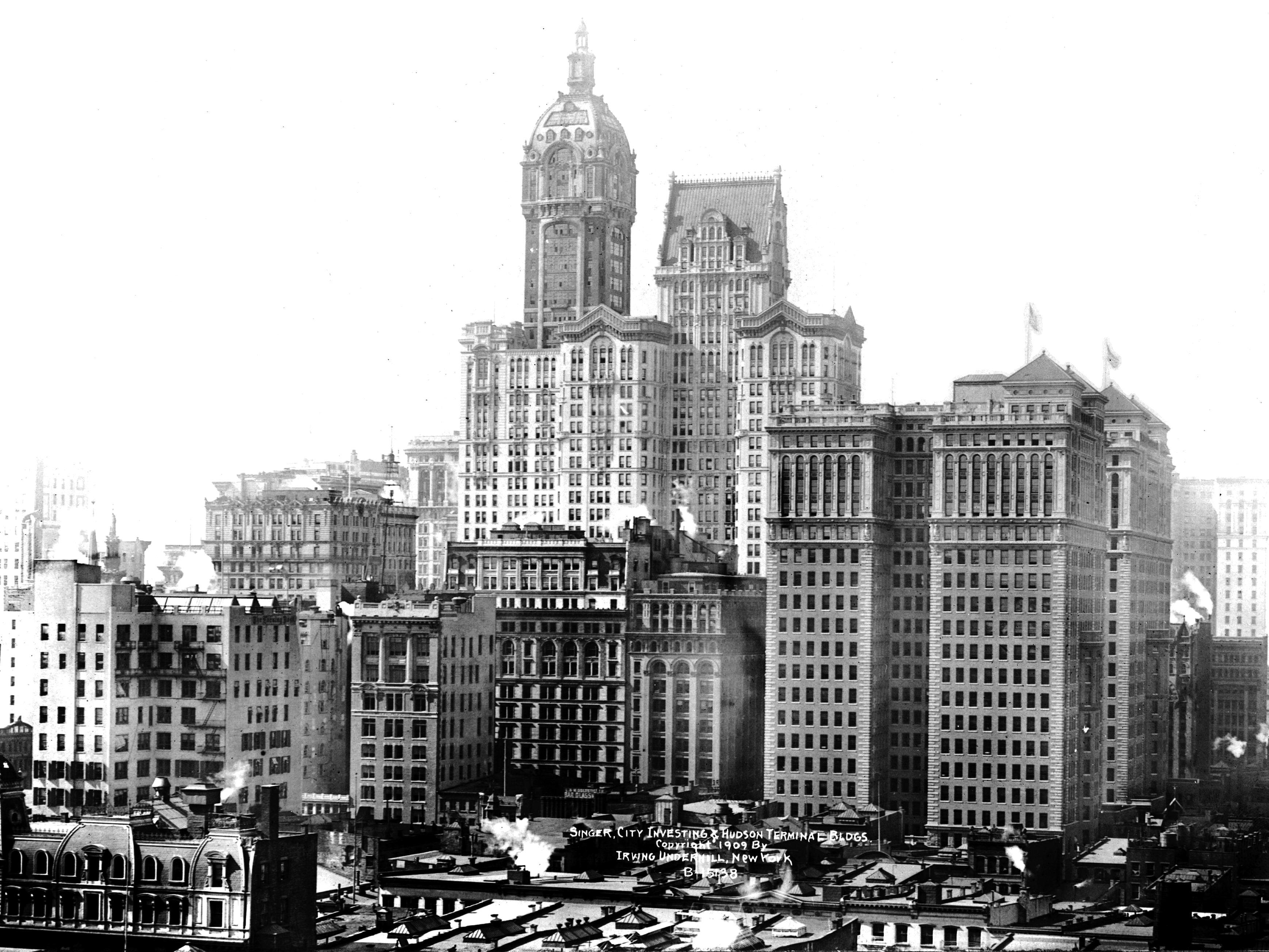
Le bâtiment Singer de la ville de New York était le plus haut bâtiment du monde en 1908, peu avant la création de la TU

Ses principaux cofondateurs étaient Henry Linville (enseignant de biologie pacifiste socialiste diplômé de Harvard) et Abraham Lefkowitz (universitaire diplômé de l'Université de New York). De 1916 à 1935, Linville fut président et Lefkowitz, vice-président et expert législatif. Les principales priorités de la TU étaient: 1) la reconnaissance des enseignants en tant que professionnels, 2) de meilleurs salaires pour les enseignants, 3) le respect des enseignants par les administrateurs et 4) la liberté académique (y compris la protection contre les serments de fidélité). Néanmoins, même New York
En 1919, les dirigeants de l'AFT et du TU ont résisté à la peur rouge qui visait les enseignants et les organisateurs syndicaux.
Au milieu des années 1920, des factions politiques apparurent au sein de la TU, dont les plus importantes étaient les factions communistes.
Au cours des années 1920, sous le nom légal de Workers Party of America, la CPUSA s'est impliquée dans l'éducation. (Les communistes se séparèrent plusieurs fois au cours des années 1920, par exemple, le parti communiste (groupe majoritaire), jusqu'à ce qu'il soit complètement aligné sur le Komintern en 1929. ) En premier lieu, il s’agissait de l’éducation des adultes (principalement pour les non-locuteurs natifs) avec les écoles ouvrières, axée sur la ville de New York avec la New York Workers School . Parallèlement, la CPUSA a lancé une campagne pour obtenir le contrôle du syndicat des enseignants
En 1923, un "groupe d’études de recherche" est créé, affilié à l’ Internationale des travailleurs de l’éducation, l’ Internationale des travailleurs, elle-même constituée par l’ Internationale rouge des groupes ouvriers, elle-même affiliée à l’ Internationale communiste ("Komintern"). [1] Le secrétaire du TU (et membre de la CPUSA), Benjamin Mandel (devenu plus tard directeur de la recherche pour le comité des activités un-américaines de la Chambre ou HUAC); les membres (pas encore divisés en deux partis communistes rivaux) inclus: Ben Davidson, Bertram Wolfe, Jacob Lind, Rachel Ragozin, Jack Hardy (nom du parti de Dale Zysman ), Sarah Golden, Clara Reibert, Abraham Zitron et Isidore Begun. En 1925, ils étaient devenus une faction bruyante avec le TU (comme l'attestait Linville, l'AFT en 1935). Lorsque Joseph Staline a destitué Jay Lovestone (en) à la tête de la CPUSA, les partisans de Lovestone au sein de la TU formaient un "groupe progressiste" contre un "groupe hiérarchique" qui restait fidèle à la CPUSA. Les membres du groupe progressif comprenaient Mandel, Davidson et Wolfe.